# Галактион (Табаков)
Митрополит Галактион (в миру Георгий Любенов Табаков, болг. Георги Любенов Табаков; 26 февраля 1949, село Ветрен, Пазарджикская область, Болгария) — епископ Болгарской Православной Церкви на покое, митрополит Старозагорский.

## Биография
В 1963 году поступил в Софийскую духовную семинарию, которая находилась на тот момент в Черепишском монастыре.
12 июля 1969 года, по окончании семинарии и недолгого периода несения церковных послушаний в Старозагорской епархии, принял монашеский постриг в Мыглижском монастыре святителя Николая Чудотворца от митрополита Старозагорского Панкратия (Дончева). По пострижении был определён в братию Бачковского монастыря.
27 июля 1969 года игуменом монастыря епископом Браницким Герасимом был рукоположен во иеродиакона.
С августа 1969 года до сентября 1970 года по благословению Священного Синода находился в братстве Рыльского монастыря.
28 сентября 1970 года в Бачковском монастыре епископом Браницким Герасимом был рукоположен во иеромонаха.
С 1 ноября 1970 года до 30 июня 1976 года нёс послушание благочинного Мыглижского монастыря. В это время также закончил Софийскую духовную академию.
С 1 июля 1976 года до 30 сентября 1978 года, а также с 1 июля 1980 по 30 сентября 1981 года служил протосингелом Врачанской митрополии.
25 декабря 1976 года возведён в сан архимандрита.
С 1 октября 1978 по 30 мая 1980 года — профессорский стипендиат в Московской духовной академии, где защитил кандидатскую диссертацию на тему: «Пастырство преподобного Нила Сорского». По возвращении в Болгарию продолжал исполнять должность протосингела Врачанской митрополии.
С 1 октября 1981 года до 30 ноября 1982 года проходил курс специализации в Институте восточных церквей в Регенсбурге, Германия.
С 1 декабря 1982 по 30 июня 1985 года — игумен Рыльского монастыря.
С 1 июля 1985 по 15 июля 1986 года — игумен Бачковского монастыря.
6 июля 1986 года был хиротонисан во епископа Величского и назначен викарием Видинской епархии.
С 16 июня 1987 года по смерти митрополита Видинского Филарета (Игнатова) был назначен викарием Врачанской епархии.
С 1 января 1988 года — викарий Старозагорской епархии.
С 4 ноября 1991 по 17 октября 1994 года — депутат 36-го Народного собрания.
По выходе правящего Старозагорского митрополита Панкратия (Дончева) из состава Болгарской православной церкви, он также пребывал в составе Альтернативного синода Болгарской православной церкви с 18 мая 1992 года по 12 декабря 1995 года. Затем покаялся и вернулся в церковь.
1 июля 1995 года по решению Священного Синода Болгарской Православной Церкви епископ Галактион был назначен председателем церковного совета кафедрального патриаршего собора благоверного Александра Невского.
20 февраля 2000 избран, а 27 февраля утверждён митрополитом Старозагорским.
С 24 июня по 27 октября 2005 года временно управлял Западно- и Среднеевропейской епархией Болгарского Патриархата.
С 1 декабря 2009 по 8 июня 2010 года вновь временно управлял Западноевропейской епархией.
В мае 2015 года у него случился тяжёлый инсульт. 28 сентября 2016 года решением Священного Синода почислен на покой по состоянию здоровья. Ему был присвоен титул «бывший митрополит Старозагорский». На момент почисления на покой находился в правительственной больнице «Лозенец».